# Kanziko quadripunctatus
Kanziko quadripunctatus är en insektsart som beskrevs av Melichar 1911. Kanziko quadripunctatus ingår i släktet Kanziko och familjen dvärgstritar. Inga underarter finns listade i Catalogue of Life.